# Ratpenat de Scott
El ratpenat de Scott (Myotis scotti) és una espècie de ratpenat de la família dels vespertiliònids. És endèmic d'Etiòpia. El seu hàbitat natural són els boscos afromontans humits. Està amenaçat per la tala d'arbres i la conversió de terra per a fins agrícoles.